# Chi ha dormito nella mia tomba?
Chi Ha Dormito Nella Mia Tomba? è la seconda storia della serie horror per ragazzi La Strada della Paura, scritta da R. L. Stine. È stata la seconda ad essere pubblicata in Italia.

## Trama
Zack Pepper ha da qualche tempo il sospetto che il nuovo supplente della scuola media di Shadyside non sia chi dice di essere. Infatti quest'ultimo altri non è che un fantasma in cerca di vendetta contro chi ha profanato la sua tomba.